# Acid stearidonic
Acidul stearidonic (denumit și acid moroctic; abreviat SDA din engleză stearidonic acid) este un acid gras omega-3. Este biosintetizat de la acidul alfa-linolenic în prezența enzimei denumite delta-6-desaturază. Sursele naturale includ uleiurile semințelor de cânepă, de coacăz negru, de Lithospermum arvense, de Echium plantagineum și în cianobacteria Spirulina. Există și o sursă aprobată de Autoritatea Europeană pentru Siguranța Alimentară, mai exact soia modificată genetic.